# Fonalak
A Fonalak egy 1984-ben bemutatott brit-ausztrál apokaliptikus háborús dráma, melyet a BBC, a Nine Network és a Western-World Television Inc. készített koprodukcióban. A forgatókönyvet Barry Hines írta, a rendező és producer pedig Mick Jackson volt. A cselekmény tárgyilagosan számol be egy atomháborúról és annak következményeiről, különös tekintettel az angliai Sheffield városára. Miközben két család életét mutatja be, részletezi a NATO és a Varsói Szerződés tagállamainak összecsapását, továbbá az orvosi, gazdasági, szociális és környezeti  következményeket.
A mindössze 400 ezer font költségvetésből készült film volt az első, amely egy nukleáris telet ábrázolt, továbbá a lehető legrészletesebben mutatja be a háború borzalmait és az azután történteket, beleértve az emberi kultúrára mért katasztrofális hatást. Általában az 1966-os "Háborús játék" című brit filmhez, valamint az 1983-as, "Másnap" című amerikai produkcióhoz szokták hasonlítani. 1985-ben hét BAFTA-díjra jelölték, ebből négyet el is nyert.
Címét a film elejekor látható narrációval magyarázzák: "egy hálóját szövő pók képével illusztrálva, hogy a társadalmat az emberek közötti kapcsolatok teszik egyszerre erőssé és sebezhetővé is. És pont ezt a szövetetet szaggatja szét az atomcsapás. A filmben még azok a szerencsésebbek, akik rögtön meghaltak – mert akik túlélik, azokra vár az igazán embertelen világ egy társadalomban, amit már semmi sem tart össze."

## Cselekmény
Az angliai Sheffield városában Ruth Beckett és Jimmy Kemp épp összeházasodni készül, mivel Ruth akaratukon kívül teherbe esett. Ezalatt a  nemzetközi helyzet kiéleződik: az Egyesült Államok megpuccsolja az iráni kormányzatot, a Szovjetunió pedig válaszul bevonul Irán északi részére. Erre az Egyesült Államok megszállja Dél-Iránt, és B-52-es bombázókat telepít Törökországba – miután megtudták, hogy a szovjetek nukleáris robbanófejeket vittek Meshedbe.
Miután híre megy, hogy a Varsói Szerződés tagállamai az NDK-ba csoportosítják a haderőiket, a brit hadsereg segedelmével a NATO elkezdi erősíteni Nyugat-Európát. Az Egyesült Államok elnöke megvádolja a szovjeteket, hogy elsüllyesztették a USS Los Angeles tengeralattjárót, de még mindig békésen próbálja megoldani a helyzetet, amikor kölcsönös kivonulásra szólít fel egy ultimátumban. A szovjetek ezt figyelmen kívül hagyják és tovább folytatják a mozgósítást – válaszul az amerikaiak a határidő lejárta után bevetik a B-52-eseiket Meshed ellen. A szovjetek atomtöltetű légvédelmi rakétákkal védekeznek, mire az amerikaiak bevetnek egy taktikai nukleáris fegyvert Meshed felett, ami elpusztítja a szovjet bázist és a harcok itt véget is érnek.
Sheffield város tanácsa direktívákat kap arra vonatkozóan, hogy készüljenek fel a közelgő atomháborúra, egyben tájékoztatják őket arról, hogy ha a központi kormányzat megsemmisülne, minden hatalom az övék lesz a város területén. Amikor a hírekbe bekerül az iráni helyzet eszkalálódása, a lakosság pánikszerű vásárlásba és fosztogatásba kezd, ami miatt a brit kormány életbe lépteti az 1964-ben elfogadott vészhelyzeti hatalmat. Ennek értelmében a helyi hatóságok felhatalmazást kapnak arra, hogy beszüntessék békeidőben folytatott tevékenységüket, cserébe pedig elkobozzák azokat a javakat, amelyekre polgári védelmi szempontból szükségük van. Elvágják a telefonvonalakat, a háborúellenes tüntetéseket pedig erőszakkal leverik. Az utazás csak létfontosságú esetben engedélyezett, a kormány átveszi az irányítást a British Airways és az Európa felé tartó kompok felett, és kizárólag hadicélokra hasznosítja azokat. Ezalatt a Perzsa-öbölben kitör a nyílt háborúskodás az amerikaiak és a szovjetek között, utóbbiak blokád alá vonják Nyugat-Berlint. A sheffieldi városi tanács a városháza alatti óvóhelyre vonul vissza.
Reggel fél 9-kor (washingtoni idő szerint hajnali fél 4-kor, amikor a reakcióidejük a korai időpont miatt valószínűleg a leghosszabb), beindul a briteknél a légitámadást jelző rendszer. Percekkel később atomrobbanás történik az Északi-tenger felett, ami elektromágneses hullámot generál és tönkreteszi a kommunikációt az Egyesült Királyság és Észak-Európa felett. Egy második támadás éri a NATO állomásait, köztük a RAF Finningley légibázist, ami alig 30 kilométerre van Sheffieldtől. A támadás gombafelhőjét a városban is lehet látni, ami elszabadítja a pánikot – az érkező lökéshullám pedig százakat sebesít meg. A harmadik támadás kifejezetten Sheffieldet, mégpedig gazdasági és ipari célpontjait éri. Mindez romokba dönti a várost, de a nagyobb kép is elkeserítő: 12-30 millió ember hal meg azonnal az Egyesült Királyságban, köztük Jimmy is, aki éppen rohan, hogy odaérjen Ruth-hoz. Jimmy családja pár nappal később hal bele a sugárbetegségbe.
Egy órával később megkezdődik a szelek által a levegőbe jutott radioaktív törmelék kihullása. A kommunikáció a helyi szervek közt helyreállt, de akadozik. A tüzek kontrollálatlanul égnek, de a radioaktív kihullás veszélye miatt ezeket nem merik eloltani, és ezért nincsenek mentőakciók sem. Azok a kórházak, amelyek nem semmisültek meg, tele vannak sérültekkel, de elektromosság, tiszta víz és megfelelő ellátmány hiányában az érzéstelenítési és fertőtlenítési lehetőségek lassan megszűnnek – az orvosok érzéstelenítés nélkül végeznek műtéteket, a sebfertőtlenítést pedig közönséges konyhasóval oldják meg. Mivel képtelen uralni a helyzetet, a közigazgatás kezd összeomlani, a túlélők pedig magukra vannak utalva. A városi tanács tagjaira ráomlott a városháza és nem tudnak kijutni, és hiába hívnak segítséget, azt a választ kapják, hogy senki nem segíthet rajtuk. Egy hónappal később tudnak csak értük jönni, de addigra mind halottak. Miután a nagyanyja meghal, Ruth elhagyja a házuk alatti óvóhelyet. Szüleit később fosztogatók ölik meg.
A levegőbe jutott hamu és a tüzek füstje eltakarja a Napot, ami miatt nukleáris tél kezdődik: a termés tönkremegy, az emberek éhezni kezdenek. Egy évvel később visszatér a napfény, de mivel az ózonréteg is súlyosan károsodott, megnő a rák és a szürkehályog előfordulása. A mezőgazdálkodás ismét lehetséges, de csak igen korlátozott mértékben, ugyanis se trágya, se megfelelő eszközök nem állnak rendelkezésre. Miután a túlélők figyelmen kívül hagyják a kormányzat utasításait, újra bevezetik a statáriumot és a halálbüntetést. A film narrátora ironikusan jegyzi meg, hogy minél többen halnak meg, annál nagyobb az esélyük a többieknek a túlélésre, mert több étel marad. Néhány túlélő, köztük Ruth a buxtoni vidékre megy, ahol találkozik Jimmy volt kollégájával, Bobbal, és megszüli a lányát, Jane-t.
Tíz évvel később Nagy-Britannia lakossága a középkori 4-11 milliós szintre zuhan vissza, az Egyesült Királyság még mindig romokban. A túlélők javarészt kézzel vagy általuk eszkábált szerszámokkal próbálnak gazdálkodni, a háború után született gyerekek pedig a megfelelő oktatás és szocializáció hiányában az angol nyelv egyszerű, tört formáját beszélik. Ruth, aki idő előtt megöregszik és szürkehályogtól szenved, meghal, Jane pedig túléli őt. Az ipar kezd helyreállni, miután gőzgépek segítségével tudnak áramot termelni, de a lakosság továbbra is barbár körülmények közt él. Három évvel Ruth halála után Jane-t és két fiút lopáson kapnak. Az egyik fiút megölik, később pedig Jane és a másik fiú összeverekednek az ételen, ami végül szexuális erőszakba megy át. Hónapokkal később Jane megszüli a gyermekét egy rögtönzött kórházban: a film egy kimerevített állóképpel ér véget, ahogy rettenettel az arcán néz megszületett gyerekére.

## Szereplők
- Paul Vaughan (narrátor)
- Karen Meagher (Ruth Beckett)
- Reece Dinsdale (Jimmy Kemp)
- David Brierley (Bill Kemp)
- Rita May (Rita Kemp)
- Nicholas Lane (Michael Kemp)
- Jane Hazlegrove (Alison Kemp)
- Phil Rose (Dr. Talbot)
- Henry Moxon (Gordon Beckett)
- June Broughton (Mrs. Beckett)
- Sylvia Stoker as (Beckett nagyi)
- Harry Beety (Clive J. Sutton)
- Ruth Holden (Marjorie Sutton)
- Ashley Barker (Bob)
- Michael O'Hagan (Hirst szuperintendáns)
- Phil Askham (Mr. Stothard)
- Anna Seymour (Mrs. Stothard)
- Fiona Rook (Carol Stothard)
- Steve Halliwell (információs tiszt)
- Joe Holmes (Mr. Langley)
- Victoria O'Keefe (Jane)
- Lesley Judd (hírolvasó)
- Lee Daley (Spike)